# Adidas Speedcell
Adidas Speedcell foi a bola oficial da Copa do Mundo de Futebol Feminino de 2011, realizada na Alemanha.

## Jogos Eletrônicos
A bola está presente no jogo Pro Evolution Soccer 2012.